# OOPart
Az OOPart az angol out-of-place artifact kifejezés rövidítése, mely jelentése a be nem illő lelet.  Olyan leletet értenek alatta, amelynek nem kellene ott lennie az adott környezetben. Ezek a leletek időben nem illeszkednek az adott civilizációhoz, mert túl fejlettek ahhoz. Nem illeszkednek a megszokott, hagyományos történelmi világképbe és fejlődési menetbe. A kifejezés megalkotása Ivan T. Sanderson (1911–1973) kriptozoológustól ered.

## OOPart lista

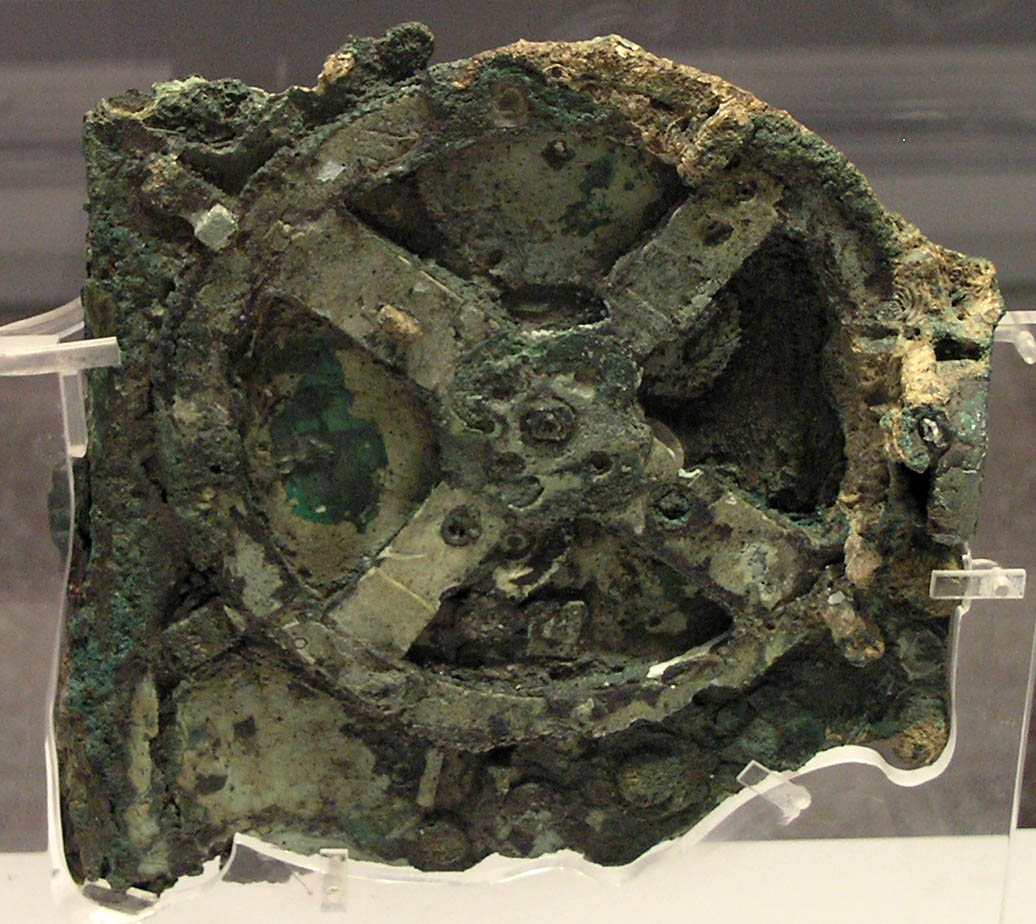
Antiküthérai szerkezet, az ókori komputer
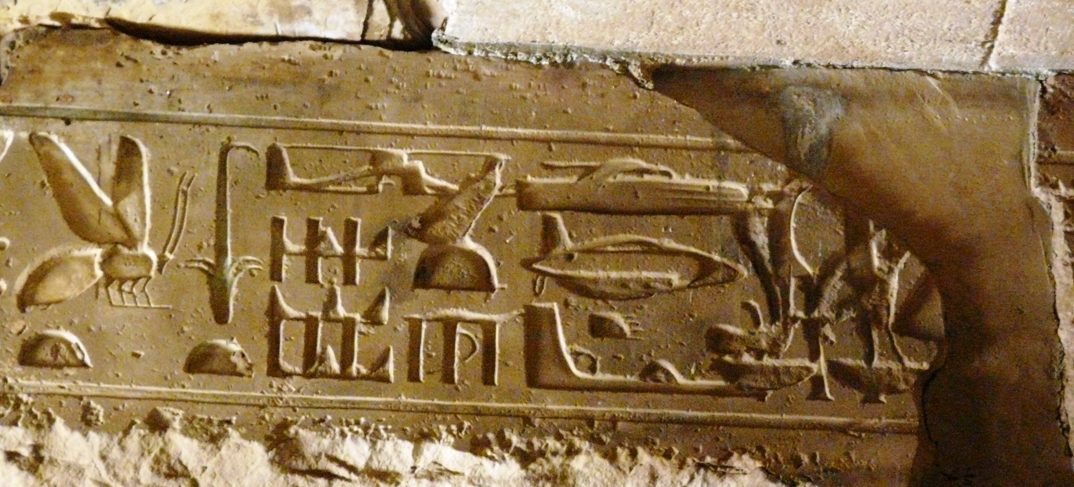
Abüdoszi hieroglifák, Abüdosz domborművei
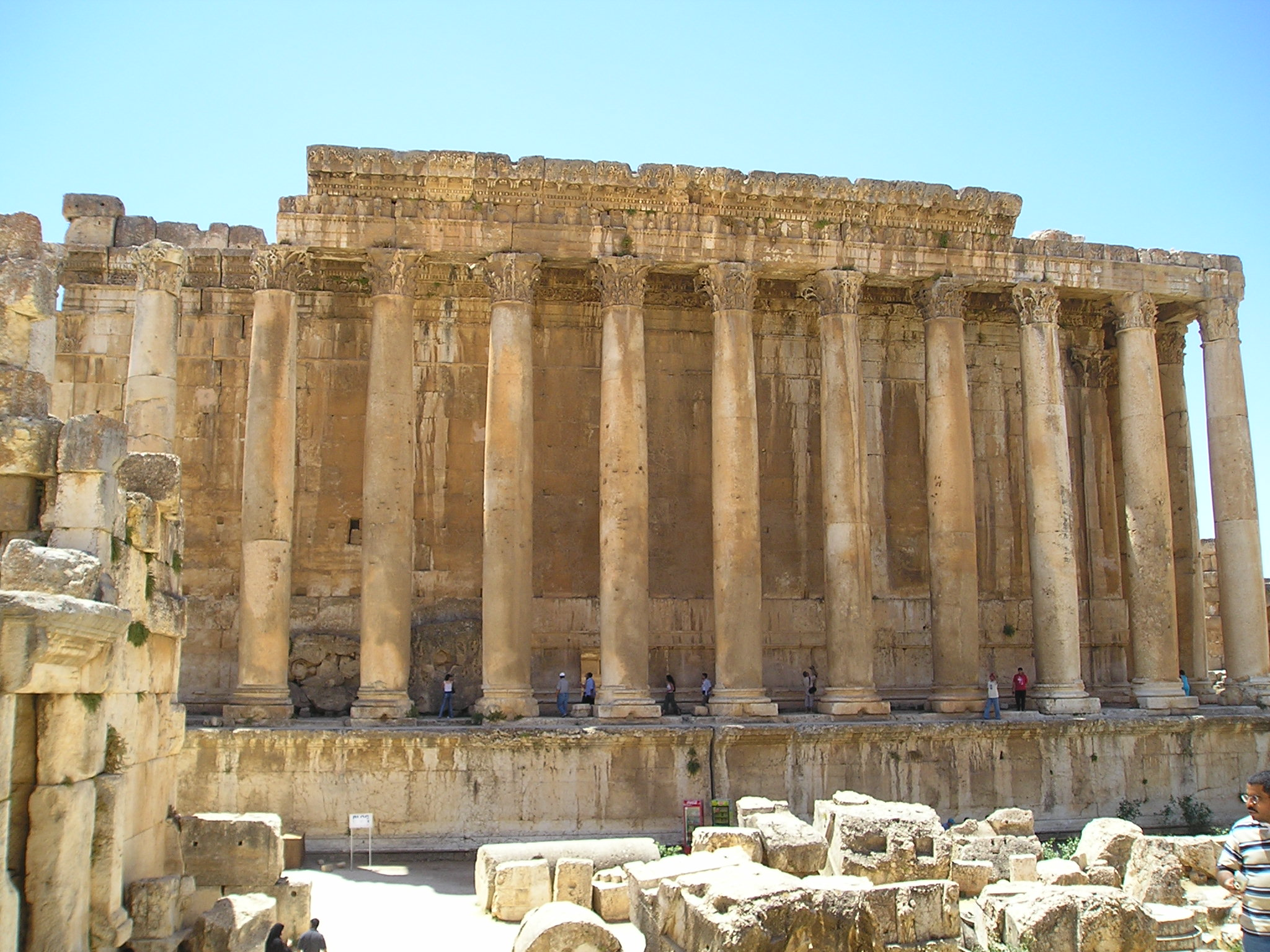
Baalbek monumentális kőtömbjei
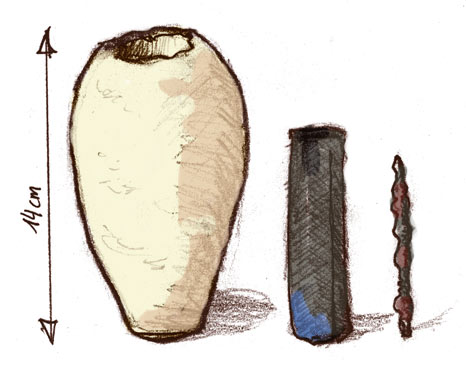
Bagdadi elem
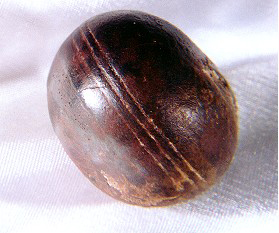
Klerksdorpi gömb
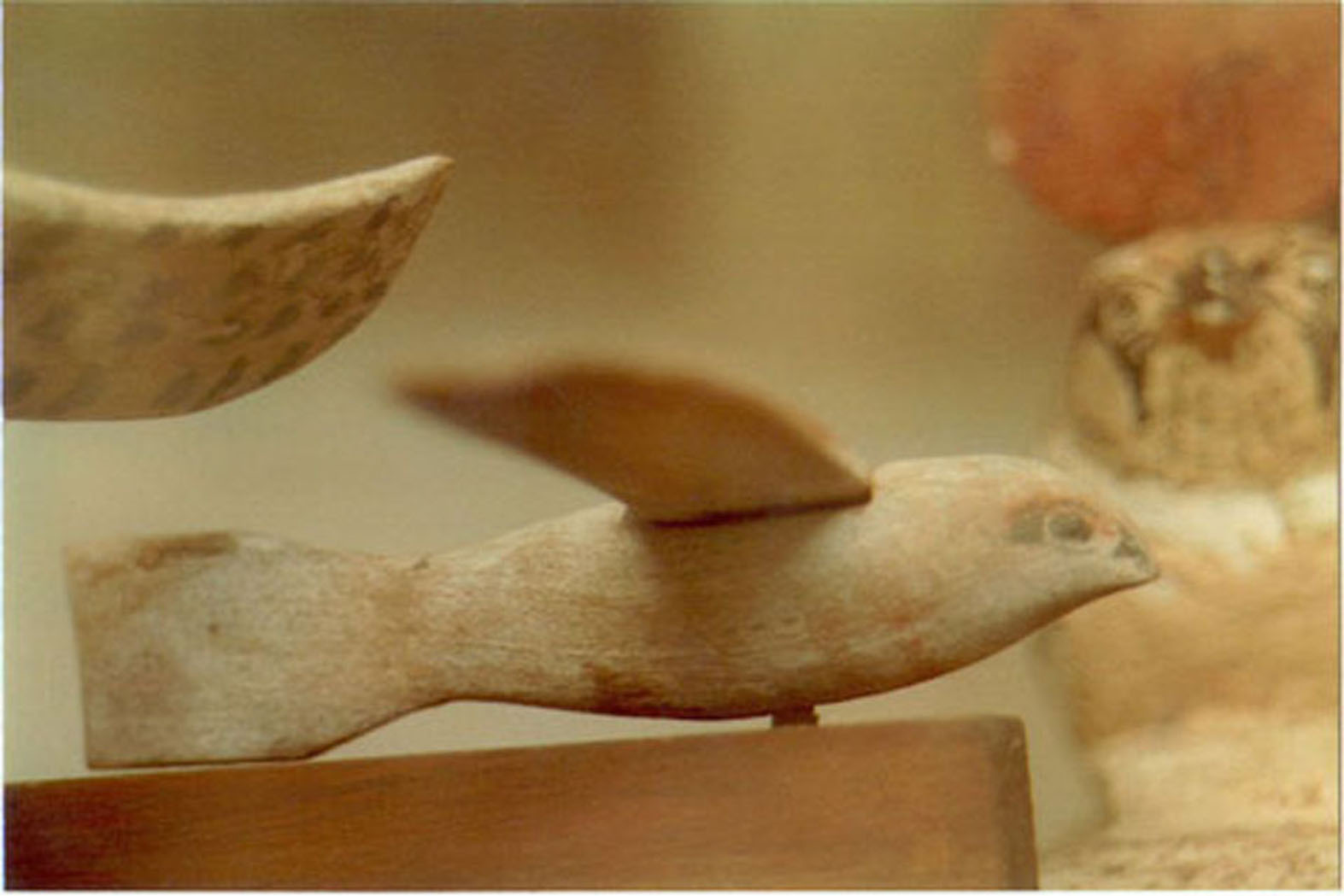
Szakkarai madár
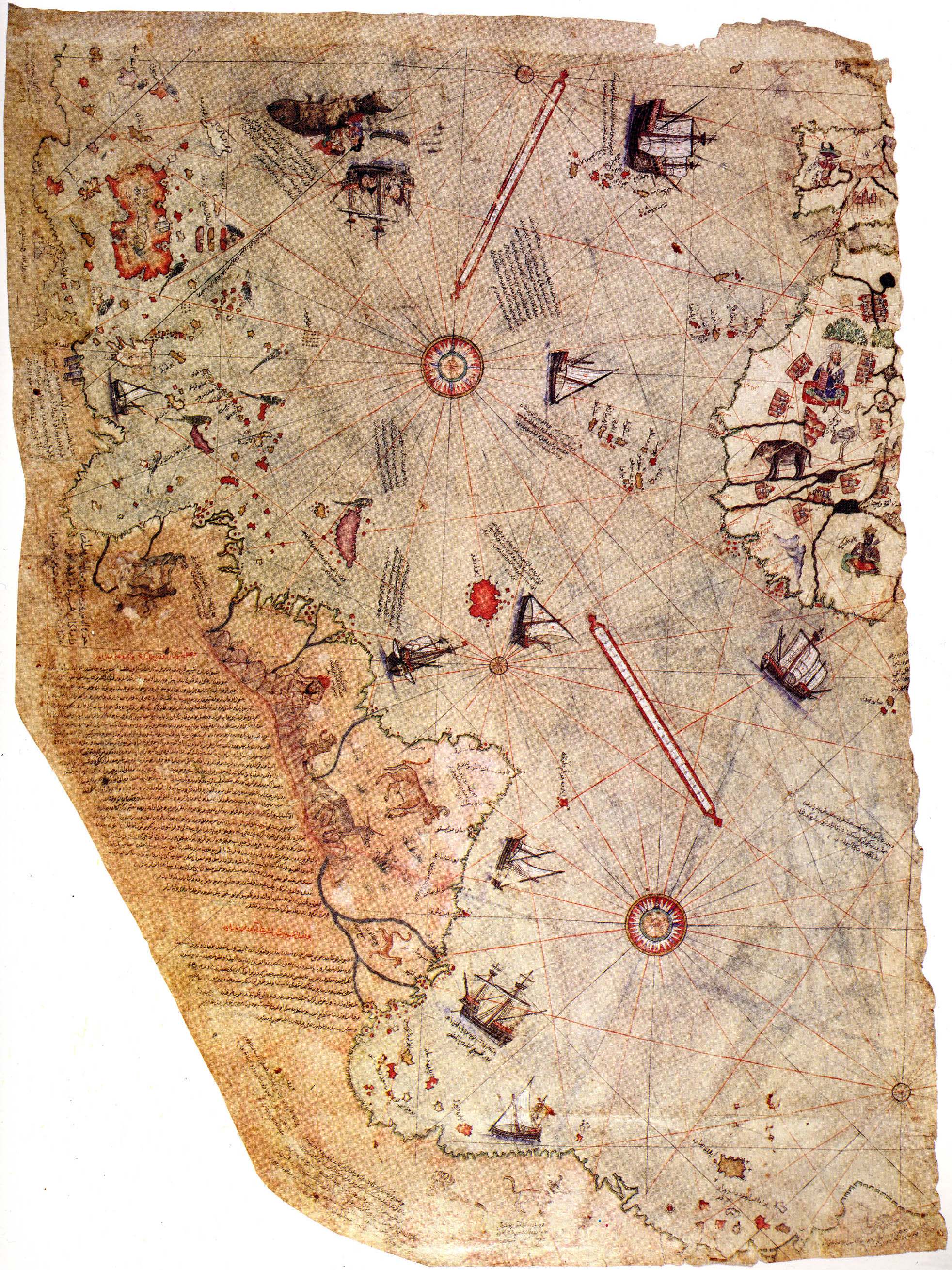
Piri reisz térképe
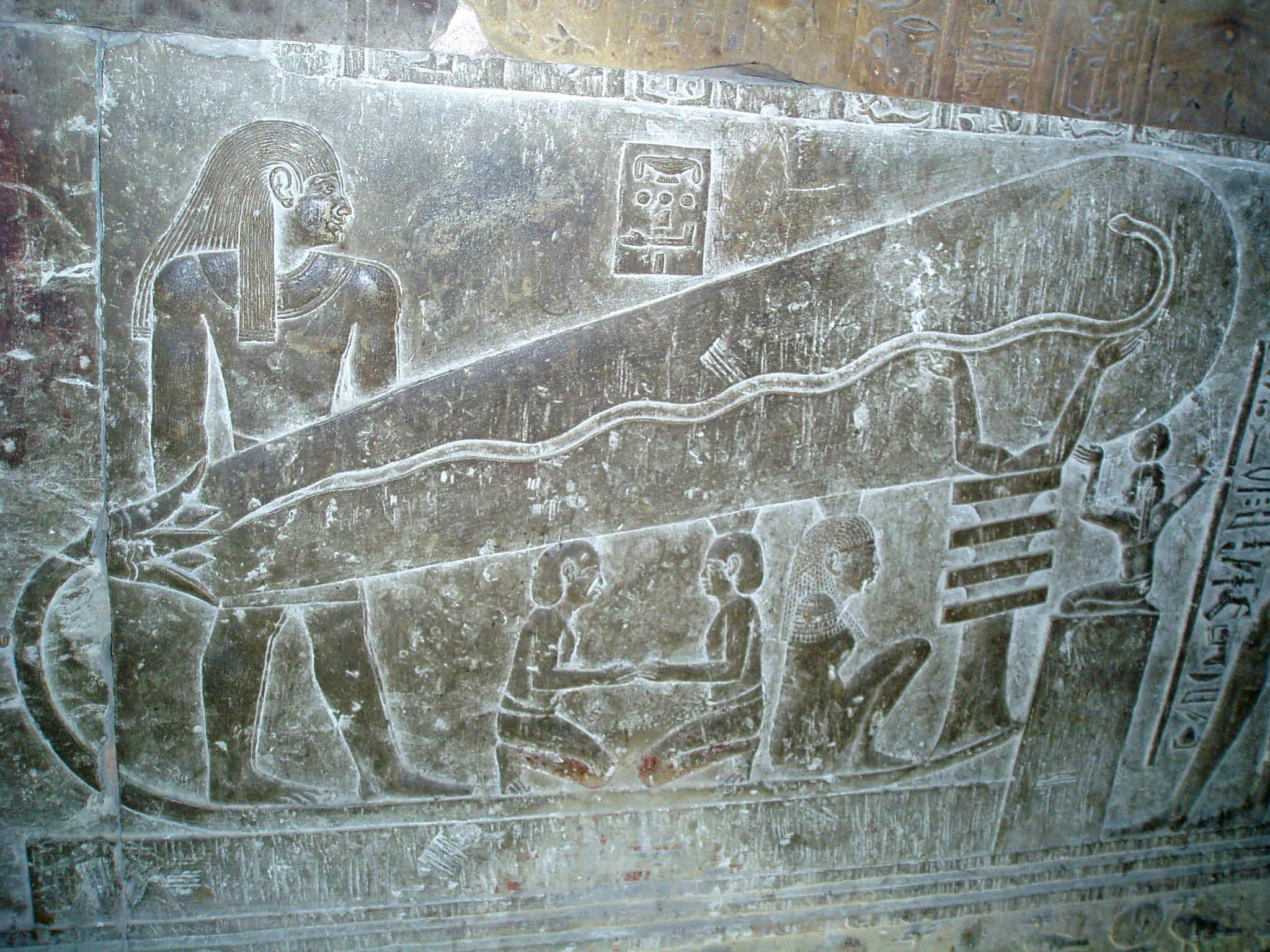
Denderai lámpa, az ókori denderai templom domborművei
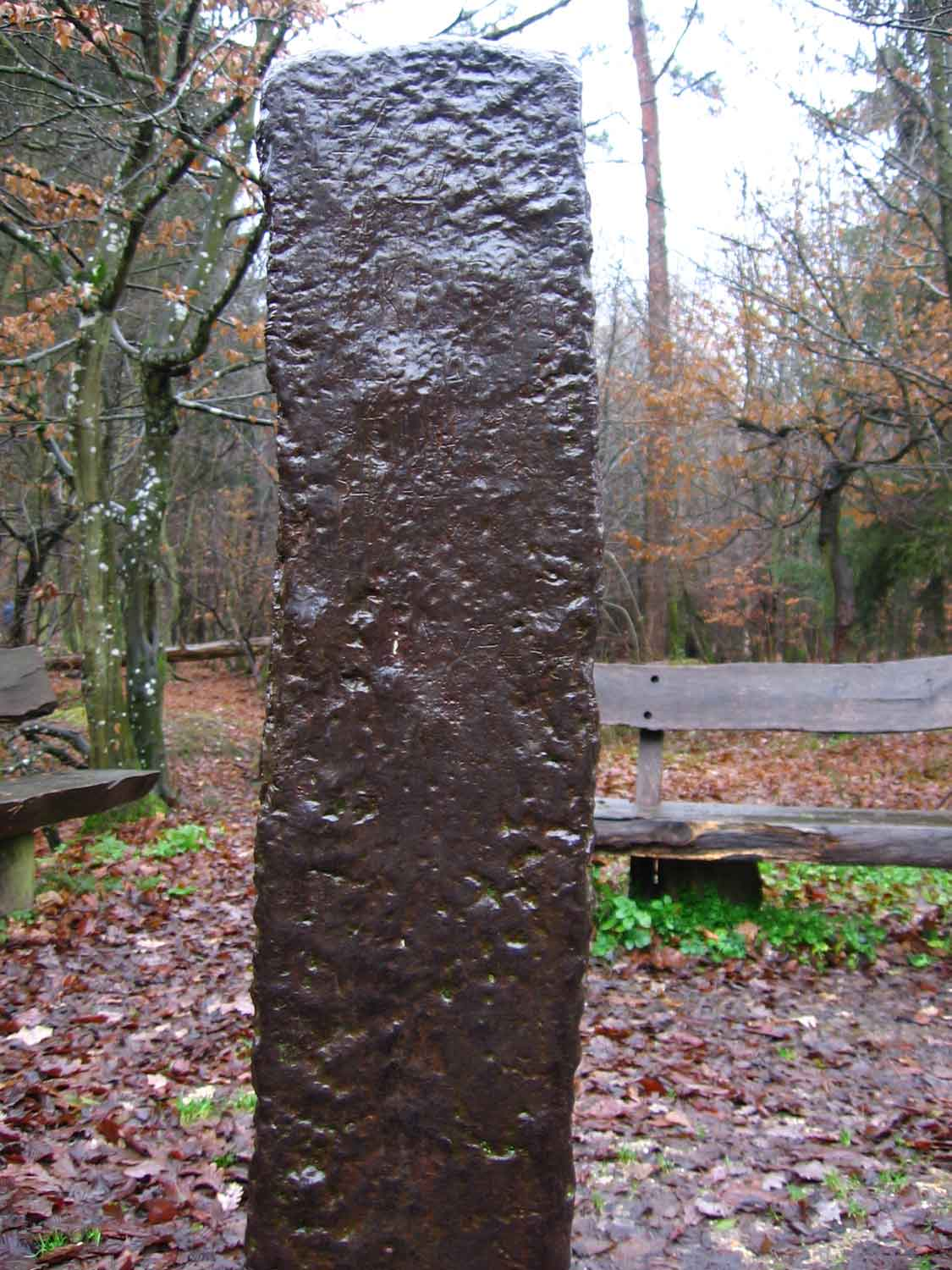
Eiserner Mann, az időtálló németországi vasoszlop
Delhi vasoszlop, a Kutub épületegyüttes korrózió-ellenálló vasoszlopa
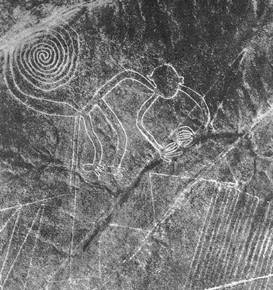
Nazca-vonalak, amelyek csak a magasból kivehetők
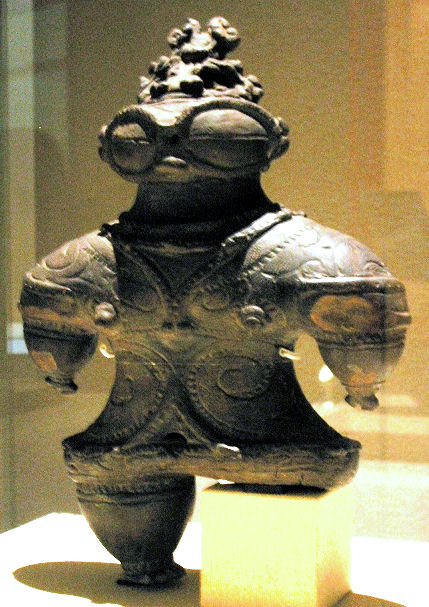
Dogú, a primitív kőkorszaki ősember kifinomult szobrai
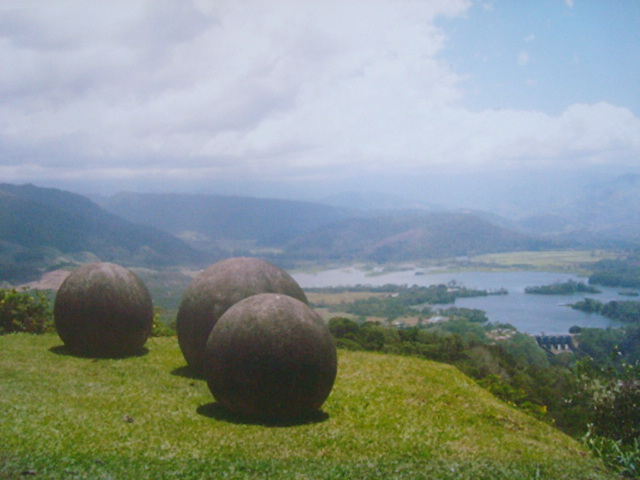
Costa Rica-i kőgolyók
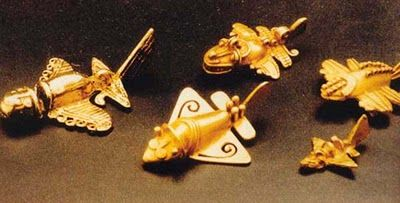
A kimbaja-kultúra aranyrepülői

### Egyéb
- Oronteus Finaeus világtérképe
- Ma Wang Dui-térkép, (ókori kínai térkép)
- Gerhard Mercator 1569-es térképe
- Texasi kalapács
- Kingoodie-lelet

### Vitatott eredetiségűek, hamisítványok vagy téves keltezésűek
- Acambaroi figurák
- Coso-lelet
- Ica-kövek
- Kristálykoponyák
- Salzburgi kocka
- Tucsoni lelet
- Uráli OOPart lelet, jégkorszaki nanotechnika

## Fordítás
- Ez a szócikk részben vagy egészben  az   Out-of-place artifact című angol Wikipédia-szócikk fordításán alapul.  Az eredeti cikk szerkesztőit annak laptörténete sorolja fel. Ez a jelzés csupán a megfogalmazás eredetét és a szerzői jogokat jelzi, nem szolgál a cikkben szereplő információk forrásmegjelöléseként.